# Darmstadts tekniska universitet
Darmstadts tekniska universitet, på tyska Technische Universität Darmstadt (TUD), är ett statligt universitet i Darmstadt. TU Darmstadt är medlem i TU9.

## Historia
Universitetet grundades som en teknisk högskola med namnet Technische Hochschule zu Darmstadt (THD) 10 oktober 1877.
Nuvarande namn erhölls den 1 oktober 1997.

## Rektorer
- 1971–1995 Helmut Böhme, professor i historia
- 1995–2007 Johann-Dietrich Wörner, professor och civilingenjör
- 2007–2019 Hans Jürgen Prömel, professor i matematik
- 2019– Tanja Brühl, professor i statsvetenskap

## Personer med koppling till universitetet

### Nobelpristagare
- Hermann Staudinger, 1953 (Kemi)
- Gerhard Herzberg, 1971 (Kemi)
- Horst L. Störmer, 1998 (Fysik)
- Peter Grünberg, 2007 (Fysik)
- Carolyn Bertozzi, 2022 (Kemi)